# Fleksnes fataliteter
Fleksnes fataliteter, även känd som endast Fleksnes, är en norsk komediserie i regi av Bo Hermansson, baserad på den brittiska TV-serien Hancock's Half Hour. Serien hade premiär i Norge den 22 november 1972 och i Sverige den 12 januari 1973 på TV2.

## Handling
Serien handlar om den medelålders lagerförmannen och ungkarlen Marve Almar Fleksnes (spelad av Rolv Wesenlund), som har en mycket dominant mamma, Magnhild (spelad av Aud Schønemann), och som genom sin egocentriska personlighet oftast hamnar i någon form av trubbel. Fleksnes har genom seriens gång ett karaktäristiskt sätt att vråla "Day-o!" (inspirerad av Harry Belafontes Banana boat song) när han befinner sig i en situation som han själv uppfattar som varande till sin egen fördel.

## Om serien
Från början skulle serien bara bestå av ett fåtal avsnitt, men den fick oanad popularitet, inte bara på hemmaplan utan också i Sverige och Danmark. Serien pågick i fem omgångar från 1972 till 1982. En avslutande serie med återblickar på de bästa episoderna gjordes 1988.
När Marve Fleksnes 30-årsjubilerade 2002 gjordes ett allra sista avsnitt med titeln Himmelen kan vente, som fick den svenska titeln Himlen kan vänta.
1974 gjordes en långfilm med Fleksnes som huvudperson med titeln Den siste Fleksnes, som blev en av Norges största biosuccéer genom tiderna.
Hela TV-serien finns utgiven på dvd.

## Avsnitt

### Säsong 1
| Nr i serien | Nr i säsongen | Titel                 | Svensk titel        | Regissör      | Manus                       | Originalvisning  | Svensk visning   |
| --- | ------------- | --------------------- | ------------------- | ------------- | --------------------------- | ---------------- | ---------------- |
| 1 | 1             | "Fysiske fordeler"    | Fysiska fördelar    | Bo Hermansson | Ray Galton och Alan Simpson | 22 november 1972 | 12 januari 1973  |
| Fleksnes har bjudit hem en tjej, men träffen slutar i katastrof, eftersom hon inte kan låta bli att skratta åt hans lustiga näsa. Han bestämmer sig därför för att låta plastikoperera den, så han får bättre utseende. |               |                       |                     |               |                             |                  |                  |
| 2 | 2             | "Blodgiveren"         | Blodgivaren         | Bo Hermansson | Ray Galton och Alan Simpson | 29 november 1972 | 19 januari 1973  |
| Fleksnes har bestämt sig för att bli blodgivare, men det visar sig lättare sagt än gjort, när han upptäcker att de då måste sticka i honom. |               |                       |                     |               |                             |                  |                  |
| 3 | 3             | "I heisen"            | I hissen            | Bo Hermansson | Ray Galton och Alan Simpson | 6 december 1972  | 2 februari 1973  |
| Efter att Fleksnes och några andra långt om länge har väntat på en hiss kommer den äntligen. När de har gått in i den och påbörjat nedfärden fastnar den dock och de får tillbringa några timmar i detta trånga utrymme. |               |                       |                     |               |                             |                  |                  |
| 4 | 4             | "Visittid"            | Besökstid           | Bo Hermansson | Ray Galton och Alan Simpson | 13 december 1972 | 26 januari 1973  |
| Fleksnes ligger på sjukhus med brutet ben. Han är lite sur över att ingen besöker honom när det är besökstid, men en dag kommer hans föräldrar Magnhild och Oskar på besök. |               |                       |                     |               |                             |                  |                  |
| 5 | 5             | "Evig din for alltid" | Evig din for alltid | Bo Hermansson | Ray Galton och Alan Simpson | 20 december 1972 | 9 februari 1973  |
| Fleksnes brevväxlar med en dam, men båda har skickat bilder av sig själva, som är mycket snyggare än de är i verkligheten. När de beslutar sig för att mötas på järnvägsstationen har de därför ingen aning om varandras utseende och väntar förgäves på den andre.                                                                                             |               |                       |                     |               |                             |                  |                  |
| 6 | 6             | "Vinterferie"         | Vinterferie         | Bo Hermansson | Ray Galton och Alan Simpson | 1 oktober 2003   | 23 februari 2011 |
| Detta avsnitt skulle egentligen ha varit det sista (nummer 6) på säsong 1, men det sändes aldrig, eftersom det ansågs för dåligt. Först 2003 gavs det ut på norsk DVD och 2011 på svensk. Fleksnes åker till de österrikiska alperna på skidsemester. Det blir dock lättare sagt än gjort för honom att komma överens med dem han ska dela rum med på hotellet. |               |                       |                     |               |                             |                  |                  |

### Säsong 2
| Nr i serien | Nr i säsongen | Titel                     | Svensk titel              | Regissör      | Manus                       | Originalvisning | Svensk visning |
| --- | ------------- | ------------------------- | ------------------------- | ------------- | --------------------------- | --------------- | -------------- |
| 7 | 1             | "Beklager, teknisk feil!" | Beklagar, tekniskt fel!   | Bo Hermansson | Ray Galton och Alan Simpson | 9 mars 1974     | 28 mars 1974   |
| Fleksnes TV har gått sönder och två reparatörer kommer för att hämta den. De har dock inte med sig någon ersättningsapparat, så innan han har fått någon ny TV gör han och hans kompis i desperation vad de kan för att försöka se på TV hos grannarna. |               |                           |                           |               |                             |                 |                |
| 8 | 2             | "Trafikk og panikk"       | Trafik och panik          | Bo Hermansson | Ray Galton och Alan Simpson | 16 mars 1974    | 4 april 1974   |
| Fleksnes och hans mor åker bil på en liten smal väg, där två bilar inte kan köra i bredd. När de möter en annan bil vägrar Fleksnes att backa till en mötesplats, men den andre föraren är lika envis. Det blir inte bättre när det visar sig att de har abonnemang på varsin konkurrerande bärgningsfirma och det så småningom dyker upp varsin representant för dessa firmor. |               |                           |                           |               |                             |                 |                |
| 9 | 3             | "Når hver tar sin"        | När var tar sin ...       | Bo Hermansson | Ray Galton och Alan Simpson | 23 mars 1974    | 18 april 1974  |
| Fleksnes är orolig över att Fleksnes-namnet inte ska föras vidare, eftersom han inte har några barn. Han bestämmer sig därför för att hitta någon att gifta sig med och utser tre kandidater. Det blir dock lättare sagt än gjort att få fram något frieri. |               |                           |                           |               |                             |                 |                |
| 10 | 4             | "Biovita Helsesenter"     | Biovita Bantningsinstitut | Bo Hermansson | Ray Galton och Alan Simpson | 30 mars 1974    | 25 april 1974  |
| Fleksnes har fått jobb som vaktmästare på ett hälsocenter, men överläkaren är mycket strikt med dieten. Den svältande Fleksnes gör därför vad han kan för att få tag i ordentlig mat, vilket snart fler och fler patienter på centret upptäcker. |               |                           |                           |               |                             |                 |                |
| 11 | 5             | "Det går alltid et tog"   | Det går alltid ett tåg    | Bo Hermansson | Ray Galton och Alan Simpson | 6 april 1974    | 2 maj 1974     |
| Fleksnes och hans far ska åka tåg till fjällen och i den kupé de hamnar i försöker han muntra upp stämningen, till de andra resenärernas förtret. |               |                           |                           |               |                             |                 |                |
| 12 | 6             | "Ensom"                   | Ensam                     | Bo Hermansson | Ray Galton och Alan Simpson | 13 april 1974   | 9 maj 1974     |
| Fleksnes ligger ensam hemma i sängen och försöker förströ sig med läsning, vilket inte är det lättaste. Plötsligt får han ett telefonsamtal från en dam, som söker den som bodde i hans lägenhet före honom. När hon nu inte får tag i denne bjuder hon istället ut Fleksnes på en fest.                                                                                        |               |                           |                           |               |                             |                 |                |

### Säsong 3
| Nr i serien | Nr i säsongen | Titel                      | Svensk titel              | Regissör      | Manus                       | Originalvisning | Svensk visning |
| --- | ------------- | -------------------------- | ------------------------- | ------------- | --------------------------- | --------------- | -------------- |
| 13 | 1             | "En ulykke hender så lett" | En olycka händer så lätt  | Bo Hermansson | Ray Galton och Alan Simpson | 27 mars 1976    | 28 mars 1976   |
| Fleksnes är i Göteborg och åker på sin motorcykel, när han krockar och hamnar på Sahlgrenska sjukhuset. Där får han uppleva både det ena och det andra som han helst hade velat slippa. |               |                            |                           |               |                             |                 |                |
| 14 | 2             | "Penger er alt"            | Pengar är allt            | Bo Hermansson | Ray Galton och Alan Simpson | 3 april 1976    | 4 april 1976   |
| Fleksnes får besök av sin kusin, som ska studera i Oslo och ska bo hos honom några dagar, tills han får tag på något eget ställe. Under den första natten får Fleksnes för sig att kusinen tänker mörda honom, för att komma åt hans sparpengar – samtidigt som kusinen får för sig att Fleksnes tänker mörda honom.                                    |               |                            |                           |               |                             |                 |                |
| 15 | 3             | "Seier'n er vår"           | Seier'n är vår            | Bo Hermansson | Ray Galton och Alan Simpson | 10 april 1976   | 11 april 1976  |
| Fleksnes ska åka till Göteborg för att gå på skridsko-VM på Ullevi. Under tågresan ner träffar han både tre herrar som ska till Göteborg för att gå på teater och ett par, som snart ska ha barn. När den höggravida hustrun börjar få värkar och måste lämna tåget för att föras till sjukhus för att föda råkar dock VM-biljetterna komma på avvägar. |               |                            |                           |               |                             |                 |                |
| 16 | 4             | "Visittkortet"             | Visitkortet               | Bo Hermansson | Ray Galton och Alan Simpson | 17 april 1976   | 18 april 1976  |
| En lördagsmorgon ringer det på dörren. Där står svenske Lasse, som Fleksnes träffade i Spanien för fem år sedan. Han påpekar att Fleksnes då lovade honom att få bo hos sig, om han nånsin kom till Oslo. Nu är han här – med hela sin familj, inklusive fru, tre barn och svärföräldrar.                                                               |               |                            |                           |               |                             |                 |                |
| 17 | 5             | "Det går alltid på et tog" | Det går alltid på ett tåg | Bo Hermansson | Ray Galton och Alan Simpson | 24 april 1976   | 25 april 1976  |
| Fleksnes åker nattåg från Oslo till Stockholm och ombord träffar han en svensk dam, som han blir intresserad av – och det är ömsesidigt. Det visar sig dock lättare sagt än gjort att bli ensam med henne. |               |                            |                           |               |                             |                 |                |
| 18 | 6             | "Radioten"                 | Radioten                  | Bo Hermansson | Ray Galton och Alan Simpson | 1 maj 1976      | 2 maj 1976     |
| Fleksnes är radioamatör med anropssignal LA8PV och har kontakt med folk från hela världen via kortvågsradio. En kväll får han ett mayday-anrop från en svensk i sjönöd. |               |                            |                           |               |                             |                 |                |

### Säsong 4
| Nr i serien | Nr i säsongen | Titel                        | Svensk titel                 | Regissör      | Manus                       | Originalvisning  | Svensk visning   |
| --- | ------------- | ---------------------------- | ---------------------------- | ------------- | --------------------------- | ---------------- | ---------------- |
| 19 | 1             | "Hjem, kjære hjem"           | Hem, ljuva hem               | Bo Hermansson | Ray Galton och Alan Simpson | 17 oktober 1981  | 23 oktober 1981  |
| Fleksnes har sålt sin lägenhet, där han har bott i 23 år, och ska flytta ihop med sin mor. När lägenheten är tömd och det är dags att lämna den drabbas han dock av för starka känslor och vägrar lämna sitt gamla hem. Han låser in sig på toaletten och vägrar att komma ut – samtidigt som de nya lägenhetsinnehavarna, ett ungt nygift par, kommer för att ta sitt nya hem i besittning. |               |                              |                              |               |                             |                  |                  |
| 20 | 2             | "Fjernkontroll og alt fritt" | Fjärrkontroll och allt fritt | Bo Hermansson | Ray Galton och Alan Simpson | 24 oktober 1981  | 6 november 1981  |
| Fleksnes och modern ska sitta barnvakt för ett par, som bor i ett ytterst modernt hus. När de bekantar sig med hemmet visar det sig att det finns en fjärrkontroll, som kontrollerar det mesta i det – något som visar sig få oanade konsekvenser. |               |                              |                              |               |                             |                  |                  |
| 21 | 3             | "Det er noe som går"         | Det är något som går         | Bo Hermansson | Ray Galton och Alan Simpson | 31 oktober 1981  | 20 november 1981 |
| Fleksnes har åkt på en riktig dunderförkylning. När hans mor tröttnar på hur ämlig han är får hon honom att ta till alltmer drastiska metoder för att bli av med den. |               |                              |                              |               |                             |                  |                  |
| 22 | 4             | "Med Liv som innsats"        | Med Liv som insats           | Bo Hermansson | Ray Galton och Alan Simpson | 7 november 1981  | 4 december 1981  |
| Modern är på besök hos familjen Larsson, när Fleksnes kommer för att hämta henne. Innan de hinner gå börjar dock en Doris Day-film på TV, vilket leder till att Fleksnes blir kvar en stund. I filmen råkar han få se Liv Ullman skymta förbi – vilket ingen av de andra tror på. Han bestämmer sig för att bevisa det – kosta vad det kosta vill.                                           |               |                              |                              |               |                             |                  |                  |
| 23 | 5             | "På topp-planet"             | På högsta nivå               | Bo Hermansson | Ray Galton och Alan Simpson | 14 november 1981 | 18 december 1981 |
| Vid frukostbordet beklagar sig Fleksnes över världspolitiken och hur illa det är ställt med världen. När modern frågar om han har gjort något åt det bestämmer han sig för att skrida till handling. Han beställer ett telefonsamtal till självaste sovjetledaren Leonid Brezjnev. Det blir dock fler, som får nys om detta samtal.                                                          |               |                              |                              |               |                             |                  |                  |
| 24 | 6             | "Dobbeltgjengeren"           | Dubbelgångaren               | Bo Hermansson | Ray Galton och Alan Simpson | 21 november 1981 | 1 januari 1982   |
| Fleksnes blir kallad till polisstationen, för att ställa upp på en vittneskonfrontation, där han ska vara en av personerna i en grupp, där vittnen till ett rån ska utpeka den skyldige. Till en början är han glad att kunna hjälpa polisen, men saken tar en annan vändning när tre vittnen oberoende av varandra utpekar honom som rånare.                                                |               |                              |                              |               |                             |                  |                  |

### Säsong 5
| Nr i serien | Nr i säsongen | Titel                     | Svensk titel            | Regissör      | Manus                       | Originalvisning  | Svensk visning   |
| --- | ------------- | ------------------------- | ----------------------- | ------------- | --------------------------- | ---------------- | ---------------- |
| 25 | 1             | "Rotbløyte"               | Rotblöta                | Bo Hermansson | Ray Galton och Alan Simpson | 6 november 1982  | 7 november 1982  |
| Fleksnes ska fira att det är 25 år sedan han muckade från lumpen och tänker göra det tillsammans med några gamla lumparkompisar, genom att ställa till en riktig ”rotblöta” (fylleslag). När de gamla kompisarna dyker upp visar det sig dock att de har förändrats en hel del på det kvartssekel som har gått.                                                 |               |                           |                         |               |                             |                  |                  |
| 26 | 2             | "Høyt henger vi"          | Linbanan                | Bo Hermansson | Ray Galton och Alan Simpson | 13 november 1982 | 21 november 1982 |
| Fleksnes och modern är på fjällvandring och ska ta linbanan ner från berget. Under åkturen visar det sig vara en riktigt internationell samling resenärer, med Fleksnes och hans mor som norska, två tyskar, en dansk och en svensk. Plötsligt går linbanan sönder och vagnen blir hängande mitt ute på linjen.                                                 |               |                           |                         |               |                             |                  |                  |
| 27 | 3             | "Villmarkens sønn"        | Vildmarkens son         | Bo Hermansson | Ray Galton och Alan Simpson | 20 november 1982 | 5 december 1982  |
| När Fleksnes besöker en läkare får han veta att hans kropp är i mycket dåligt fysiskt tillstånd – han behöver frisk luft och natur. Därför tar han med sig modern på fjällvandring och ska övernatta i en fjällstuga. Att leva i vildmarken av vad naturen ger visar sig dock lättare sagt än gjort.                                                            |               |                           |                         |               |                             |                  |                  |
| 28 | 4             | "Tryggere kan ingen være" | Tryggare kan ingen vara | Bo Hermansson | Ray Galton och Alan Simpson | 27 november 1982 | 19 december 1982 |
| Fleksnes ska vara barnvakt åt en präst, medan denne besöker biskopen. När Fleksnes hittar prästens garderob kan han inte låta bli att pröva en riktig prästskrud. Men, det skulle han inte ha gjort. |               |                           |                         |               |                             |                  |                  |
| 29 | 5             | "Bare vi to?"             | Bara vi två?            | Bo Hermansson | Ray Galton och Alan Simpson | 4 december 1982  | 24 december 1982 |
| Förutom Fleksnes och hans mor finns inte en människa i hela Oslo. Ingenstans står det att finna något annat mänskligt liv. Fleksnes börjar fundera på om det finns en högre mening med det, medan modern funderar på att utnyttja situationen. |               |                           |                         |               |                             |                  |                  |
| 30 | 6             | "Morderen som forsvant"   | Mördaren som försvann   | Bo Hermansson | Ray Galton och Alan Simpson | 29 december 1995 | 30 mars 1996     |
| Detta avsnitt spelades in redan 1981 och skulle ha ingått i säsong 5, men färdigställdes först 1995, eftersom originalbanden råkade bli raderade och endast en VHS-kopia fanns kvar. Fleksnes lånar en deckare på biblioteket, men det visar sig att sista sidan, där mördaren ska avslöjas, saknas. Han blir desperat i jakten på att få veta vem mördaren är. |               |                           |                         |               |                             |                  |                  |

### Säsong 6
1988 gjordes en serie som var tänkt som en avslutning på Fleksnes-epoken. Efter att ha omkommit vid en olycka hamnar Marve Fleksnes uppe hos Sankte Per som är tveksam till att låta honom passera genom porten. Sankte Per låter Fleksnes se tillbaka på delar ur sitt liv. Serien innehöll delvis nyinspelat material varvat med klassiska episoder ur tidigare omgångar.
| Nr i serien | Nr i säsongen | Titel                      | Svensk titel              | Regissör      | Manus                       | Originalvisning   | Svensk visning    |
| --- | ------------- | -------------------------- | ------------------------- | ------------- | --------------------------- | ----------------- | ----------------- |
| 31 | 1             | "Ja da – vi elsker!"       | Jadå, vi älskar!          | Bo Hermansson | Ray Galton och Alan Simpson | 3 september 1988  | 2 september 1988  |
| Medan Fleksnes och modern är på husvagnssemester och bor på en campingplats meddelar modern plötsligt att hon tänker gifta om sig. Denna nyhet slår ner som en bomb hos Fleksnes. Han vägrar acceptera det och tänker inte låta någon ta hans fars plats – även om fadern har varit död i tio år. |               |                            |                           |               |                             |                   |                   |
| 32 | 2             | "Her har jeg mitt liv"     | Här har jag mitt liv      | Bo Hermansson | Ray Galton och Alan Simpson | 10 september 1988 | 9 september 1988  |
| När Fleksnes nu är död väntar han utanför Pärleporten på att få komma in i himlen. Innan det kan bli av måste dock Sankte Per företa en grundlig undersökning av hans liv, föra att se om han ska få komma in. Det är smidigt, då hela hans liv finns i en dator och han tillsammans med Sankte Per kan beskåda olika episoder ur sitt liv. För att visa att inte ens Fleksnes är perfekt visar Sankte Per honom delar ur avsnitten ”Villmarkens sønn” (5.3), ”Biovita Helsesenter” (2.4) och ”Det går alltid et tog” (2.5). |               |                            |                           |               |                             |                   |                   |
| 33 | 3             | "Blodgiveren"              | Blodgivaren               | Bo Hermansson | Ray Galton och Alan Simpson | 17 september 1988 | 16 september 1988 |
| Fleksnes vill visa för Sankte Per att han inte bara har dåliga sidor, utan har gjort gott också. Därför tittar de på avsnittet ”Blodgiveren” (1.2). Sankte Per blir dock inte övertygad och låter Fleksnes stanna utanför Pärleporten ännu ett tag. |               |                            |                           |               |                             |                   |                   |
| 34 | 4             | "Ensom"                    | Ensam                     | Bo Hermansson | Ray Galton och Alan Simpson | 24 september 1988 | 23 september 1988 |
| När några nunnor får komma in i himlen utan ”förundersökning” försöker Fleksnes lura sig in, genom att klä ut sig till nunna. När det misslyckas och han påpekar hur orättvist det är att de får komma in i himlen utan problem, men inte han, påpekar Sankte Per vilket fromt liv i försakelse de har levat. Fleksnes visar honom därför avsnittet ”Ensom” (2.6), för att visa att han minsann har gjort detsamma. |               |                            |                           |               |                             |                   |                   |
| 35 | 5             | "På topp-planet"           | På högsta nivå            | Bo Hermansson | Ray Galton och Alan Simpson | 1 oktober 1988    | 30 september 1988 |
| Fleksnes försöker ta sig in i himlen genom att gräva en tunnel in. Han blir påkommen av Sankte Per, som påpekar att han inte har bara goda sidor. När Fleksnes påpekar att han till och med har försökt göra något åt världspolitiken tar de en titt på avsnittet ”På topp-planet” (4.5) för att se hur det var med den saken. |               |                            |                           |               |                             |                   |                   |
| 36 | 6             | "Rotbløyte"                | Rotblöta                  | Bo Hermansson | Ray Galton och Alan Simpson | 8 oktober 1988    | 7 oktober 1988    |
| Fleksnes tycker det är orättvist att andra blir insläppta i himlen utan prut, medan han måste vänta. Sankte Per påpekar att det beror på att han har lite tvivelaktig karaktär. Fleksnes lovar att förändra sig, bara han får komma in och visar avsnittet ”Rotbløyte” (5.1) för att visa att folk kan förändras. |               |                            |                           |               |                             |                   |                   |
| 37 | 7             | "Radioten"                 | Radioten                  | Bo Hermansson | Ray Galton och Alan Simpson | 15 oktober 1988   | 14 oktober 1988   |
| Sankte Per frågar om det finns någon inne i himlen som kan lägga ett gott ord för Fleksnes. Han föreslår sin far, men när Sankte Per påpekar att denne kanske är lite partisk tittar de på avsnittet ”Radioten” (3.6) för att visa att det finns människor Fleksnes har hjälpt i jordelivet. |               |                            |                           |               |                             |                   |                   |
| 38 | 8             | "Det går alltid på et tog" | Det går alltid på ett tåg | Bo Hermansson | Ray Galton och Alan Simpson | 22 oktober 1988   | 21 oktober 1988   |
| Sankte Per vill utforska alla sidor hos Fleksnes innan han bestämmer sig för om han ska bli insläppt i himlen eller ej. Därför vill han också veta lite om Fleksnes driftsliv och för att kontrollera det ser de på avsnittet ”Det går alltid på et tog” (3.5). |               |                            |                           |               |                             |                   |                   |
| 39 | 9             | "Høyt henger vi"           | Linbanan                  | Bo Hermansson | Ray Galton och Alan Simpson | 29 oktober 1988   | 28 oktober 1988   |
| Sankte Per undrar om Fleksnes går att lita på i krissituationer. För att visa att han är en handlingskraftig man visar Fleksnes avsnittet ”Høyt henger vi” (5.2) för honom. |               |                            |                           |               |                             |                   |                   |
| 40 | 10            | "En siste sjanse"          | En sista chans            | Bo Hermansson | Ray Galton och Alan Simpson | 5 november 1988   | 4 november 1988   |
| Sankte Per påpekar att han och Fleksnes faktiskt har mötts en gång tidigare. Han visar avsnittet ”Trafikk og panikk” (2.2) där han befann sig på jorden i skepnad av en direktör. Sankte Per anser dock att detta bevisar hur oförskämd Fleksnes är och att han inte ska släppas in i himlen. Då försöker han ta sig in genom att agera mänsklig kanonkula och skjuta sig in i himlen. Det misslyckas och leder bara till att han svimmar. När han vaknar upp är han tillbaka på campingplatsen och bestämmer sig för att acceptera sin nye ”styvfar”. Han avslutar sedan med att sammanfatta sitt liv och berätta om sina framtidsdrömmar. |               |                            |                           |               |                             |                   |                   |

### Övrigt
| Nr i serien | Titel                | Svensk titel     | Regissör      | Manus                       | Originalvisning  | Svensk visning  |
| --- | -------------------- | ---------------- | ------------- | --------------------------- | ---------------- | --------------- |
| 41 | "Himmelen kan vente" | Himlen kan vänta | Bo Hermansson | Ray Galton och Alan Simpson | 28 december 2002 | 17 augusti 2003 |
| Både Fleksnes och modern börjar bli gamla. När hon nästan blir påkörd av en spårvagn börjar hon tänka på döden och att därför skriva testamente. Fleksnes tycker det är onödigt, eftersom han ju är den ende arvingen. Vid testamentsskrivningen får han sig dock en överraskning, då modern presenterar hans halvbror Gustav från Sverige. |                      |                  |               |                             |                  |                 |

Exempel på episoder som finns i både Hancock's Half Hour och Fleksnes fataliteter:
- Blodgiveren — HH: The Blood Donor (23 juni 1961)
- Det går alltid et tog — HH: The Train Journey (23 oktober 1959)
- Rotbløyte — HH: The Reunion Party (25 mars 1960) (Gamla lumparkamrater träffas igen)
- Radioten — HH: The Radio Ham (9 juni 1961) (Mayday!)
- Det er noe som går — HH: The Cold (4 mars 1960)
- Fysiske fordeler — HH: The New Nose (16 januari 1959)
- I heisen — HH: The Lift  (16 juni 1961)
- Beklager, tekniskt feil — HH: The Set That Failed (9 januari 1959)